# Daidarabotchi

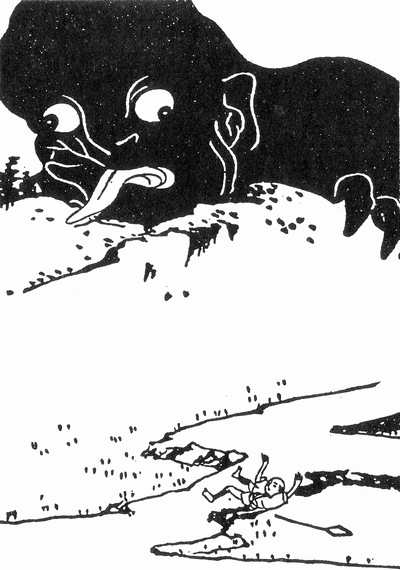
Daidarabotchi, imagine de Kaidan-Hyakki-Zue.

În mitologia japoneză, un Daidarabotchi (ダイダラボッチ) a fost un yōkai gigantic, despre care se spunea uneori că poate lua diverse fenomene pitorești, cum ar fi iazuri, lacuri și munți.